# Kentwood (Louisiana)
Kentwood è un comune degli Stati Uniti d'America, situato nello Stato della Louisiana, in particolare nella parrocchia di Tangipahoa.